# Tüskésbőrűek
A tüskésbőrűek (Echinodermata) az állatok országának (Animalia), az újszájúak főtörzsének (Deuterostomia) egyik törzse. Már a korábbi rendszerek is az újszájúak közé helyezték, a rendszer elejére, jelezve, hogy igen ősi állatcsoportról van szó, mely már a kambriumi ősóceánban képviseltette magát. A ma élő tüskésbőrűek fajgazdagsága és változatossága meg sem közelíti a földtörténeti óidei (paleozoikum) változatosságot. Sokféleségüket mi sem bizonyítja jobban, hogy a kihalt alakokkal együtt a tüskésbőrűeket öt altörzsbe és tizenöt osztályba sorolják. Ebből ma öt osztály képviselteti magát a világ tengereiben mintegy 6 ezer fajjal.
Anatómiai tulajdonságaik is annyira sajátosak, hogy biztosak lehetünk abban, hogy már korán elváltak az újszájúak fő fejlődési irányától, s külön evolúciós útra tértek – melyet a fosszilis maradványok is kiválóan bizonyítanak. Egyes anatómiai tulajdonságaik egyedülállóak az állatvilágban. Testalkatuk külsőleg sugaras szimmetriát mutat, azonban a belső szervek elhelyezkedése ezt nem követi, továbbá a lárvák még kétoldalian részarányosak. Mozgásszervük különleges vízedényrendszer (ambulakrális rendszer).

## Testfelépítésük és életműködéseik

### Általános testfelépítés
A tüskésbőrűek egyik legszembetűnőbb külső morfológiai sajátossága az ötsugaras szimmetria. Ezt legjobban a tengericsillagokon figyelhetjük meg. Ezek lapított teste központi korongból és öt karból áll. A korong középpontja mellett a hátoldalon foglal helyet a végbélnyílás, a hasoldalon pedig a szájnyílás, vagyis pihenőhelyzetben ez az aljzat felé fordul. A végbél- és a szájnyílás képletes összekötésével kapjuk meg a test főtengelyét. A főtengely és a karok középvonalában összesen öt olyan síkot lehet lefektetni, amelyek az állatot szimmetrikus felekre osztják. A síkok metszetei adják a sugártengelyt. Minden sugártengely két félből áll: az egyik felük a karok középvonalában fut, a másik a két-két kar találkozási pontján halad keresztül. Az előbbi részben a tüskésbőrűek sajátságos ambulakrális rendszere helyezkedik el, ezért ezeket ambulakrális tengelyeknek vagy rádiuszoknak (radius) az utóbbiakat pedig interambulakrális tengelyeknek vagy interrádiuszoknak (interradius) nevezzük. A szervek egy része ambulakrálisan, más része interambulakrálisan fekszik. Bár a tengericsillagokétól jelentősen különböznek a tengerisünök és tengeriuborkák szimmetriaviszonyai, azonban könnyen levezethetők egymásból.

### Kültakaró
A tüskésbőrűek kültakarójának fő alkotója a kórium (corium). Ebben válik ki az egész vázrendszer. A legkülső hámszövet, az epidermisz csillós hámsejtekből áll. Az állat fejlődése, növekedése során az epidermisz gyakran teljesen eltűnik, s mivel a bazális membrán hiányzik, a kötőszövet a  hámsejtek közé nyomul (e jelenség elsősorban az öreg egyedeken figyelhető meg). A köztakaróban általánosságban három réteg különböztethető meg, úgymint:
- az előbb említett kórium, mely a tüskésbőrűekre jellemző meszes vázat választja ki;
- az említett epidermisz, mely tulajdonképpen a legkülső réteg;
- a peritóneum (peritoneum), mely kötőszövetből álló réteg;

Ezt a három réteget a tengeriuborkáknál lehet a legjobban elkülöníteni.

### Emésztőrendszer
A tüskésbőrűek emésztőrendszere a szájnyílásból, bélcsatornából és végbélnyílásból áll. Minden csoportra jellemző a kifejlett alakok bélcsatornájának megcsavarodása. Az egyedfejlődésben jól nyomon követhető az evolúció menete, ami a szimpla újszájú felépítést átalakította és létrehozta a három főváltozatot. Az egyik változatban a szájnyílás és a végbélnyílás is egyaránt feltolódik a háti oldalra, míg a másiknál a szájnyílás a háti, a végbélnyílás a hasi oldalon van. A csavarodás még a tengeriuborkáknál is látható, ahol helyreállt ugyan az eredeti állapot – a bélcsatorna mindkét nyílása a hasi oldalon van –, de a csavarodás szemléletesen mutatja a közös származást és a másodlagos visszaalakulást.

### Keringési rendszer és testfolyadékok
A tüskésbőrűek testében háromféle testfolyadék különíthető el:
- testüregfolyadék;
- a vízedényrendszerben lévő folyadék;
- vér.

Mind a háromban mindig vannak oldott fehérjék. A testüregfolyadékban és a vízedényrendszer folyadékában kevesebb (0,5–2%), a vérben ennél több. Mind a háromban találunk amöboid vérsejteket és limfocitákat, amelyek a testüreg nyirokszerveként működő tengelyszervében, a vízedényrendszer Poli-féle hólyagjaiban és a Tiedemann-féle testecskékben termelődnek. A testfolyadékok mindegyikének más és más az élettani rendeltetése.
A vízedényrendszer fő feladata a test mozgatása, de emellett a légzésben és a kiválasztásban is szerephez jut. A testüregfolyadék főleg a légzésnél és a kiválasztásnál segédkezik. Ez a folyadék járja át ugyanis a kitürhető kopoltyúszerű készülékeket, nevezetesen a tengericsillagok papuláit, a tengerisünök szájkörnyéki kopoltyúit, a tengeriuborkák vízitüdejét, továbbá ez található a tengericsillagok légkamráiban. A testfolyadék mozgatását különféle csillós szervek végzik, mint amilyenek a kitürhető kopoltyúk, melyek belső felületén csillós hám van, a kígyókarúak karüregében lévő csillós szalagok és a tengerililiomok csillós urnái.
A véredényrendszer hálózatos csőrendszer, mely a szerveket körülvevő kötőszövetekben terül szét. Különösen gazdag véredényhálózat övezi a beleket, ahonnan nagyobb ágak indulnak a szaporítószervekhez és a test többi szervéhez. A vér fehérjékben igen gazdag, s fő feladata a bélből felvett tápanyagok eljuttatása a többi szervhez. A véredényrendszerbnek kikülönült központja, lüktető szíve nincs, bár megfigyelték, hogy a bél mentén lévő vastag erek – ha nem is szabályos időközönként – összehúzódnak.
A véredényrendszer nem általánosan jellemző minden tüskésbőrűcsoportra. A tengerililiomoknak és tengericsillagoknak nincsen: itt a táplálékszállítást a testüregfolyadék végzi.

### A légzés
A tüskésbőrűeknek nincs olyan légzőrendszere, mely minden csoportjukra jellemző lenne, így homológnak tekinthetnénk. Légzésük alapvetően diffúz légzés, amely a vízedényrendszer ambulakrális lábacskáin és a meszes vázat borító kültakaró felületén zajlik. Ezek mellett előfordulnak testfolyadékkal telt tömlők, melyek kitolhatók és visszahúzhatók. Légzőszervnek tekinthetők a tengericsillagok papulái és a tengerisünök szájnyílása körül elhelyezkedő elágazó kopoltyúképletek. A kígyókarú csillagok karjainak tövén az alsó oldalon őt vékony falú testfalbetűrődés helyezkedik el, amelyek a testüregbe nyúlnak. Ezek a burszák, melyek csillóikkal a velük érintkező vizet mozgásban tartják. A tengeriuborkákra jellemző vízitüdő egy perc leforgása alatt többször megtelik vízzel, és kiürül.  Mindezekben a készülékekben a belül elhelyezkedő csillós hámréteg tartja mozgásban a testfolyadékot. A kültakaró hámszövetének csillós sejtjei állandó csapkodó mozgásukkal a friss tengervíz odaáramoltatását végzik.

### Kiválasztás
Külön kiválasztószerveket náluk nem találunk. A folyékony bomlástermékek a vízedényrendszer ambulakrális lábacskáin és a kültakarón át távoznak. A szilárd halmazállapotú anyagcsere-végtermékek a test különböző tájékain rögöcskék vagy kristályok formájában a kötőszövetekben raktározódnak az állat egész élete folyamán. Továbbá szilárd halmazállapotú bomlástermék-szemecskéket tartalmaznak a testüregben szabadon mozgó vándorsejtek. További kiválasztó működést fejtenek ki a tengerisünök axiális szervei, a tengercsillagok Tiedemann-féle testei, a kígyókarúak zsák alakú burszái és a tengeriuborkák testüregében elhelyezkedő csillós tölcsérek.

## Osztályzásuk
Ma élő osztályaik:
- Tengerililiomok (Crinoidea) osztálya
- Tengericsillagok (Asteroidea) osztálya
- Kígyókarúak (Ophiuroidea) osztálya
- Tengerisünök (Echinoidea) osztálya
- Tengeriuborkák (Holothuroidea) osztálya

## Rendszerezés
A rendszertani felsorolás rövidítések: ph. = phylum – törzs, sph. = subphylum – altörzs, cl. = classis – osztály, o. = ordo – rend, sp. = species – faj
- -     -  ?Arkarua †
- Echinodermata ph. (tüskésbőrűek, kambrium-jelenkor, ma 2 sph., 6000 sp.)
  - Pelmatozoa tagozat (helytülő tüskésbőrűek)
    - Homalozoa sph. (nyeletlen helytülők vagy kelyhesek, kambrium †)
      - Helicoplacoidea cl. (kambrium †)
      - Calcichordata (Stylophora) cl. (meszes „gerincűek”, kambrium-szilúr †)

    - Blastozoa sph. (átmeneti formák, kambrium-f.perm †)
      - Carpoidea cl. (k.kambrium-devon †)
      - Cystoidea cl. (ősi nyeles tüskésbőrűek, ordovicium-f.devon †)
      - Eocrinoidea cl. (ős-tengerisünök, kambrium-a.ordovícium †)
      - Blastoidea cl. (bimbókelyhűek, k.ordovicium-perm †)
      - Cyclocystoidea cl. (k.ordovícium-k.devon †)

    - Crinozoa sph. (tengeri liliomok vagy nyeles tüskésbőrűek, a.ordovícium-jelenkor, ma 1 cl.)
      - Crinoidea cl. (a.ordovícium-jelenkor, ma 630 sp.)
        -           - Monocyclina o. (ma 1 sp. - Hyocrinus bethelliaeus)
          - Dicyclina o. (pl. Rhyzocrinus lofotensis, Antedon rosacea)

      - Paracrinoidea cl. (ál-tengerililiomok, k.ordovícium †)
      - Camerata cl. (k.ordovícium-f.perm, 2500 sp. †)
      - Inadunata cl. (k.ordovícium-f.triász, 1750 sp. †)
      - Flexibilia cl. (rugalmas nyelűek, k.ordovícium-f.perm, 300 sp. †)
      - Articulata cl. (szelvényezettek, k.triász-jelenkor)

  - Eleutherozoa tagozat (nyeletlen, aktívan mozgó tüskésbőrűek)
    - Asterozoa sph. (tengericsillag-félék, kambrium-jelenkor, ma 3 cl.)
      - Edrioasteroidea cl. (kambrium-f.karbon, 30 g. †)
      - Asteroidea (Stellaroidea) cl. (tengeri csillagok, a.ordovícium-jelenkor, ma 1500 sp.)
        -           - Phanerozonia o. (pl. Archaster typicus, Porcellanaster caerulus, Astropecten aurantiacus)
          - Cryptozonia o. (pl. Marrhasterias glacialis, Solaster papposus, Echinaster sepositus)

      - Somasteroidea cl. (a.ordovícium-jelenkor)
      - Ophiuroidea cl. (tengeri kígyókarúak, a.ordovícium-jelenkor, ma 1500 sp.)

    - Echinozoa sph. (tengerisün-félék, k.ordovícium-jelenkor)
      - Ophiocystoidea cl. (a.ordovícium-a.karbon †)
      - Echinoidea cl. (tengeri sünök, k.ordovícium-jelenkor, ma 770 sp.)
        - Palaeoechinoidea scl. (ősi típusúak, k.ordovícium-f.perm †)
        - Euechinoidea scl. (új típusúak, a.triász-jelenkor)
          - Regulares o. (szabályosak vagy ötsugarasok, pl. Arbacia lixula, Calveria hystrix. Echinus esculentus, E. melo, Paracentrotus lividus)
          - Irregulares o. (szabálytalanok vagy kétoldali részarányosok, pl. Spatangus purpureus, Echinocardium cordatum, Clypeaster rosaceus)
            - Holactypida so. (a.jura-jelenkor)
            - Cassidulida so. (a.jura-jelenkor)
            - Clypeasterida so. (f.kréta-jelenkor)
            - Spatangida so. (jura-jelenkor)

      - Holothuroidea cl. (tengeri uborkák, a.ordovícium-jelenkor, ma 600 sp.)
        -           - Actinopoda o. (pl. Holotheria tubulosa, Stichopus regalis, Cucumaria planci)
          - Paractinopoda o. (pl. Synapta maculata)

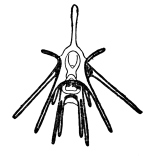
lárváik planktonikusak és kétoldalas szimmetriát mutatnak

|  |  |

|  |  |